# Odontocolon jezoënse
Odontocolon jezoënse là một loài tò vò trong họ Ichneumonidae.